# Senodonia
Senodonia là một chi bọ cánh cứng trong họ 
Elateridae.
Chi này được miêu tả khoa học năm 1838 bởi Laporte.

## Các loài
Các loài trong chi này gồm:
- Senodonia bengalensis Schimmel, 2006
- Senodonia bicoloris Vats & Chauhan, 1993
- Senodonia birmanica Schimmel & Platia, 1992
- Senodonia brancuccii Schimmel & Platia, 1992
- Senodonia emodi (Candèze, 1863)
- Senodonia fengshuiana Schimmel, 2006
- Senodonia flagellaris (Punam & Saini, 1996)
- Senodonia flava Schimmel & Platia, 1992
- Senodonia hiekei Schimmel & Platia, 1992
- Senodonia inconditus Schwarz, 1901
- Senodonia jeanvoinei Fleutiaux, 1936
- Senodonia kucerai Schimmel, 2006
- Senodonia laotica Schimmel, 2006
- Senodonia meghalayana Schimmel, 2006
- Senodonia montanus (Vats & Kashyap, 1992)
- Senodonia quadricollis (Laporte, 1838)
- Senodonia sculpticollis (Fairmaire, 1888)
- Senodonia shingalilana Schimmel, 2006
- Senodonia siamensis Schimmel, 1996